# Sybra subtesselata
Sybra subtesselata är en skalbaggsart som beskrevs av Stefan von Breuning 1960. Sybra subtesselata ingår i släktet Sybra och familjen långhorningar. Inga underarter finns listade i Catalogue of Life.